# Arturo Carvajal Acuña
Arturo Carvajal Acuña (Sotaquí, 25 de marzo de 1909 - 5 de agosto de 1980) fue un  obrero, minero y político chileno.
Se desempeñó como minero desde 1939, ejerciendo como obrero de la mina de Chuquicamata. No poseía más estudios que los primarios, los cuales cursó en la Escuela de Antofagasta.
Sus actividades políticas las inició ligadas a la organización gremial. Fue presidente del Sindicato de la Oficina Iris y Secretario Provincial de la CUT.
En 1963 fue elegido Regidor de la Municipalidad de Iquique y en 1965, siendo militante del Partido Comunista, fue elegido como diputado por la agrupación departamental de Arica, Iquique y Pisagua, para el período (1965-1969), reelecto en 1969. Perteneció a las Comisiones permanentes de Gobierno Interior, Deportes y, Obras Públicas y Transporte.
Participó además de la Comisión Investigadora de la Industria de Acero (1967-1968).
Pasó a la clandestinidad con muchos miembros del Partido Comunista, siendo perseguido, detenido en un par de ocasiones, torturado en Villa Grimaldi. Falleció el 5 de agosto de 1980, por causas que no fueron aclaradas.